# 聖赫羅尼莫 (科潘省)
聖赫羅尼莫（西班牙語：San Jerónimo），是洪都拉斯的城鎮，位於該國西部，由科潘省負責管轄，始建於1919年1月28日，面積119.3平方公里，海拔高度775米，2001年人口4,529，人口密度每平方公里37.96人。
14°58′0″N 88°52′0″W / 14.96667°N 88.86667°W